# 荣毅仁
荣毅仁（1916年5月1日—2005年10月26日），江苏无锡人，荣德生之子，企業家，中国共产党和中华人民共和国政治人物，原正国级领导人，中国民主建国会会员，曾担任中华人民共和国副主席，被称为“红色资本家”。

## 生平

### 中华民国时期
1937年畢業於上海聖約翰大學歷史系。

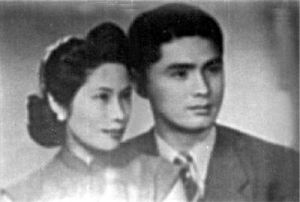
荣毅仁与夫人杨鉴清

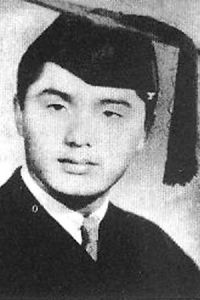
荣毅仁年轻时候的照片

1937年任无锡茂新面粉公司助理经理。1939年兼任上海合丰企业公司董事。1943年兼任上海三新银行董事、经理。1945年任无锡茂新面粉公司经理。

### 中华人民共和国时期

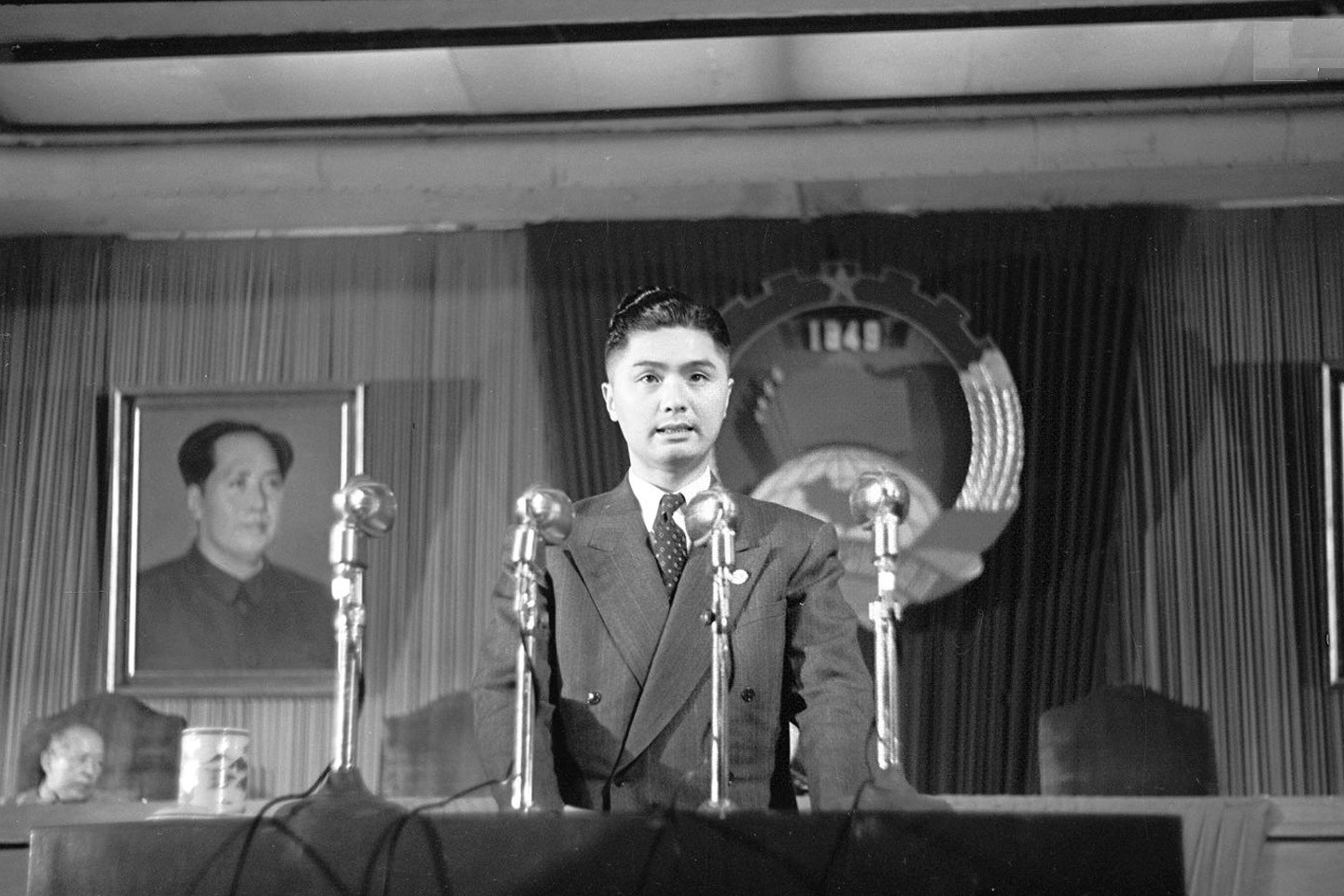
1951年10月31日第一届全国政协第三次会议上，工商界代表荣毅仁在发言。

历任申新纺织公司总管理处总经理、恒大纺织股份有限公司董事长、上海市面粉工业同业公会主委、华东行政委员会财政经济委员会委员。1954年，他当选为第一届全国人大代表。9月，他出席第一届全国人大第一次会议讨论宪法草案，期间并发言。1956年「公私合營」之後其所有資產皆國有化。
1957年任上海市副市长、市工商联副主委。
1959年任中华人民共和国纺织工业部副部长，中华人民共和国进出口管理委员会顾问，中国和平统一促进会会长。
1978年任第五届全国政协副主席。
1979年創辦中國國際信托投資公司，任董事長兼總經理，開創了中國第一個對外開放的窗口。
1982年至2001年任宋慶齡基金會副主席。
1982年後任香港特別行政區基本法起草委員會委員，暨南大學校董會董事長。
1983年起任第六、七届全国人大常委会副委员长，同年當選為全國工商聯第六屆執委會主席。
1985年秘密加入中國共產黨，但因荣有所顾忌（他当时还是全国工商联的领导）要求生前不要披露他的党员身份，故直到荣去世后，才由新華社在其讣告里叙述之。
1992年12月至1993年任第一屆海協會名譽會長。
1993年3月至1998年3月任中華人民共和國副主席。
1993年3月辞去中國國際信托投資公司董事長的職務。
1996年9月被推舉為中國扶貧基金會第三屆理事會榮譽會長。
歷任全國工商聯第一至五屆執委會副主席（副主任委員），第六屆主席；民建第一至五屆中央常委。 
他是第一、二、三、八屆全國人大代表（上海），第四、五屆全國人大常委會委員；第二屆全國政協委員，第三、四屆全國政協常委。

### 逝世
2005年10月26日20时31分在北京逝世，享年89歲。
中华人民共和国官方对榮毅仁的評價是：「中国现代民族工商业者的杰出代表，卓越的国家领导人，伟大的爱国主义、共产主义战士」。

## 荣誉
1957年曾被陈毅副总理誉为“红色资本家”。1979年创办中国国际信托投资公司，1986年底，被美国《财富》半月刊评为世界50名知名企业家之一，是建国后国内企业家跻身世界知名企业家行列的第一人。
1992年12月获美国加州荣誉公民称号。2000年榮毅仁及他的家族獲美國《福布斯》選為中國50富豪之一（排名第一）。

## 家庭生活
荣毅仁父亲是荣德生，伯父荣宗敬，夫人杨鉴清，育有四女一子。儿子榮智健是香港上市公司中信泰富有限公司的前主席。
妹夫魏道明是首任中華民國臺灣省政府主席。姻親：馬萬祺、任士剛。
荣毅仁业余爱好摄影、收藏相机、养玫瑰花，也爱好足球。